# McCurtain County
McCurtain County ist ein County im Bundesstaat Oklahoma der Vereinigten Staaten. Der Verwaltungssitz (County Seat) ist Idabel. Das U.S. Census Bureau hat bei der Volkszählung 2020 eine Einwohnerzahl von 30.814 ermittelt.

## Geographie
Das County liegt im äußersten Südosten von Oklahoma, grenzt im Osten an Arkansas, im Süden an Texas und hat eine Fläche von 4924 Quadratkilometern, wovon 127 Quadratkilometer Wasserfläche sind. Es grenzt im Uhrzeigersinn an folgende Countys: Le Flore County, Polk County (Arkansas), Sevier County (Arkansas), Little River County (Arkansas), Bowie County (Texas), Red River County (Texas), Choctaw County und Pushmataha County.

## Geschichte
McCurtain County wurde am 16. Juli 1907 als Original-County aus Choctaw-Land gebildet. Benannt wurde es nach Green McCurtain, einem Häuptling und politischen Führer der Choctaw.

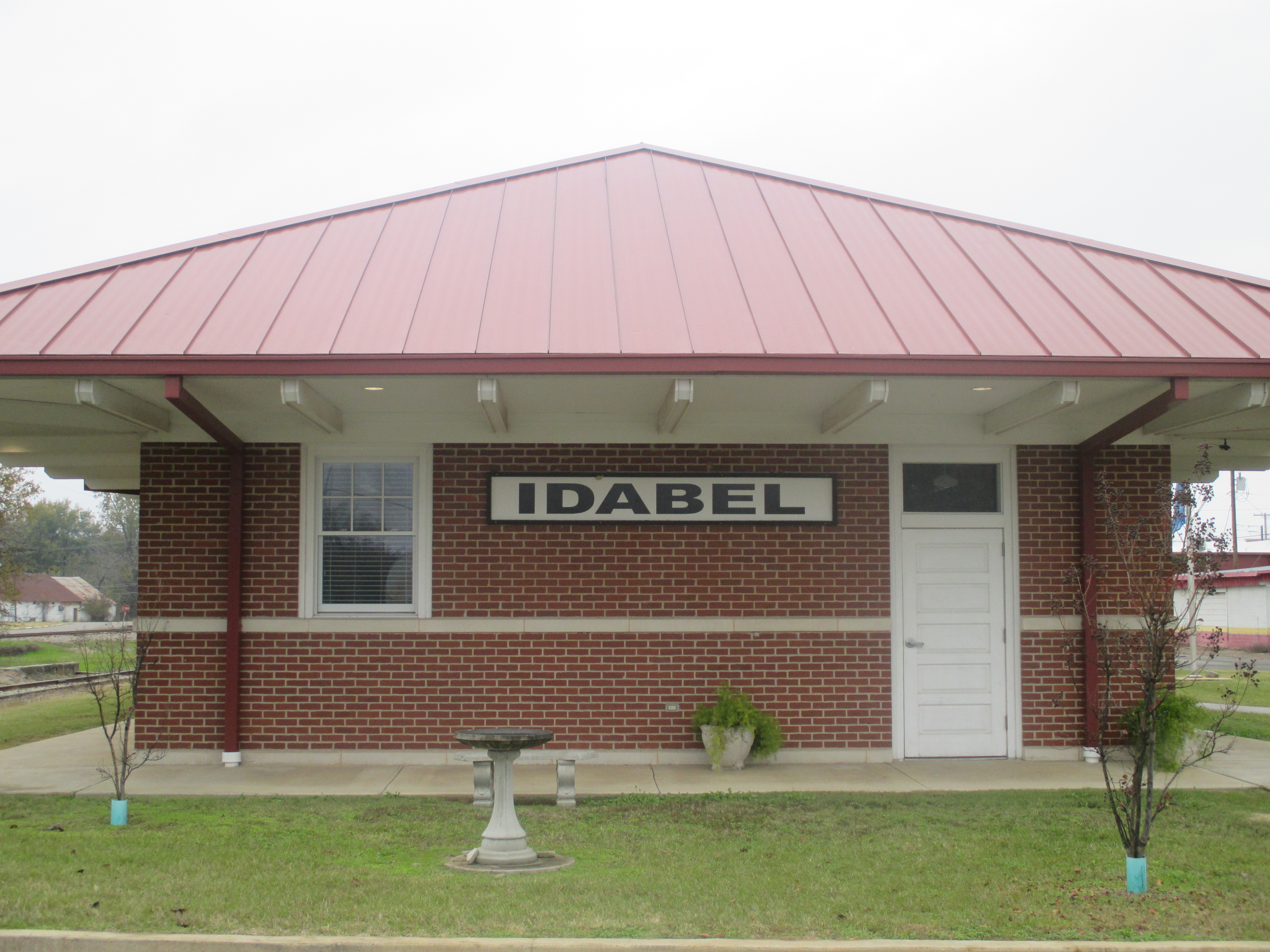
Die Frisco Station (2013) ist einer von 16 Einträgen des Countys im NRHP.

Im County liegt eine National Historic Landmark, die Wheelock Academy. 16 Bauwerke und Stätten des Countys sind im National Register of Historic Places (NRHP) eingetragen (Stand 5. Juni 2018).

## Demografische Daten

Alterspyramide des McCurtain County

Nach der Volkszählung im Jahr 2000 lebten im McCurtain County 34.402 Menschen in 13.216 Haushalten und 9.541 Familien. Die Bevölkerungsdichte betrug 7 Einwohner pro Quadratkilometer. Ethnisch betrachtet setzte sich die Bevölkerung zusammen aus 70,54 Prozent Weißen, 9,30 Prozent Afroamerikanern, 13,57 Prozent amerikanischen Ureinwohnern, 0,22 Prozent Asiaten, 0,01 Prozent Bewohnern aus dem pazifischen Inselraum und 1,34 Prozent aus anderen ethnischen Gruppen; 5,02 Prozent stammten von zwei oder mehr Ethnien ab. 3,09 Prozent der Bevölkerung waren spanischer oder lateinamerikanischer Abstammung.
Von den 13.216 Haushalten hatten 34,0 Prozent Kinder unter 18 Jahre, die im Haushalt lebten. 53,3 Prozent waren verheiratete, zusammenlebende Paare, 14,6 Prozent waren allein erziehende Mütter. 27,8 Prozent waren keine Familien, 25,4 Prozent waren Singlehaushalte und in 11,0 Prozent der Haushalte lebten Menschen im Alter von 65 Jahren oder darüber. Die durchschnittliche Haushaltsgröße betrug 2,56 und die durchschnittliche Familiengröße betrug 3,06 Personen.
28,2 Prozent der Bevölkerung waren unter 18 Jahre alt, 8,3 Prozent zwischen 18 und 24, 26,2 Prozent zwischen 25 und 44, 23,4 Prozent zwischen 45 und 64 und 14,0 Prozent waren 65 Jahre oder älter. Das Durchschnittsalter betrug 36 Jahre. Auf 100 weibliche Personen kamen 92,8 männliche Personen. Auf 100 Frauen im Alter von 18 Jahren oder darüber kamen 89,1 Männer.
Das jährliche Durchschnittseinkommen eines Haushalts betrug 24.162 USD und das durchschnittliche Einkommen einer Familie betrug 29.933 USD. Männer hatten ein durchschnittliches Einkommen von 26.528 USD gegenüber den Frauen mit 17.869 USD. Das Prokopfeinkommen betrug 13.693 USD. 21,0 Prozent der Familien und 24,7 Prozent der Bevölkerung lebten unterhalb der Armutsgrenze.